# Generador de baixa freqüència
Els generadors de funcions i generadors de baixa freqüència (GF i GBF respectivament) són aparells destinats a la generació de
diversos tipus de senyals alternes i de tipus lògic. Per tant,
aquests aparells es faran servir en tots aquells casos en els quals sigui necessari disposar d'un senyal d'aquest tipus per a introduir-la en un equip electrònic. L'exemple més clar és la comprovació del funcionament correcte d'un amplificador de baixa freqüència.
La diferència fonamental entre un GBF i un GF és el rang de freqüències que ambdós aparells poden generar. En el cas del GBF aquest acostuma a ser des d'1Hz fins alguns centenars de quiloherzs. En canvi el GF és capaç de generar freqüències que van des de menys d'1Hz fins diversos megaherzs.
Una altra diferència és que el GBF genera ones sinusoidals i rarament d'un altre tipus. Tanmateix, el GF genera senyals sinusoidals, triangulars, quadrades i nivells lògics, a més de permetre, per
exemple, modulació en amplitud i freqüència i, típicament, vobulació. A més, el GF permet “deformacions” dels senyals generats que un GBF no pot realitzar.